# Lâu đài mới ở Banská Štiavnica
Lâu đài mới ở Banská Štiavnica (tiếng Slovakia: Nový zámok v Banská Štiavnica) là một lâu đài tọa lạc ở thị trấn Banská Štiavnica, vùng Banská Bystrica, Slovakia. Lâu đài nằm trên một ngọn đồi ở phía nam của trung tâm Banská Štiavnica, ở độ cao 630 mét so với mực nước biển.

## Lịch sử
Lâu đài mới ở Banská Štiavnica là một tòa nhà cao sáu tầng, được trang bị bốn pháo đài và trường bắn. Lâu đài được xây dựng vào thời Phục hưng, cụ thể là từ năm 1564 đến năm 1571. Ban đầu, lâu đài có chức năng là một tòa tháp canh trong cuộc chiến chống Thổ Nhĩ Kỳ. Ngoài ra, trong quá khứ, lâu đài còn đóng vai trò là tháp đồng hồ. Lâu đài sẽ phát ra âm thanh mỗi phần tư giờ và rung chuông mỗi giờ.
Hiện tại, tòa nhà lâu đài được sử dụng làm trụ sở của Bảo tàng Khai thác Slovakia. Bên trong, có một cuộc triển lãm thường trực mang tên Các cuộc chiến chống Thổ Nhĩ Kỳ ở Slovakia được tổ chức ở bốn tầng của lâu đài. Tầng trên cùng được sử dụng làm đài ngắm cảnh dành cho khách du lịch vì có tầm nhìn ra toàn cảnh Banská Štiavnica và các khu vực xung quanh.